# 福雷 (地区)
福雷（法語：Forez，法語發音：[fɔʁɛ]）是法国的一个传统地区与历史地区，大致位于今卢瓦尔省中部。 
该地区是福雷伯国的中心，在后来的旧制度时期是福雷行省的中心，行省包含了罗阿讷地区和雅雷地区的大部分（含圣艾蒂安）。 
福雷地区是一个广阔的平原，周围群山环抱，卢瓦尔河横贯其中。福雷地区大致对应帕古斯“forensis”（或弗尔地区）的界线。这个帕古斯是奥古斯都统治下的塞古西亚维人（Segusiavi）领地的行政区划之一，一直延续至加洛林王朝。 
1998年以来，该地区的大部分地区被列为“艺术和历史之地区”。

## 地名
将“Forez”这一名称词源指向同音词“forêt”（森林）的解释，常被认为是有误的，但尽管如此，这两个词的共同来源还是可以作为解释的依据。事实上，若加洛林王朝的帕古斯“forensis”确实是得名于弗尔城（Feurs，其在古典时代为“Forum Segusiavorum”，意为“塞古西亚维人的广场”），那么“Forez”这个地名则很可能就是由“forum segusiavorum”衍生出来的，其最初是指居住在里昂罗马殖民地以外的自由塞古西亚维人的公有地（ager publicus），这些公有地后来构成了伯国。